# Давид Джанелідзе
Давид Джанелідзе (груз. დავით ჯანელიძე; нар. 12 вересня 1989, Кутаїсі, Грузинська РСР) — грузинський футболіст, нападник.

## Життєпис
Народився в Кутаїсі. На дорослому рівні дебютував у 2005 році в клубі вищого дивізіону чемпіонату Грузії «Зестафоні». На поле виходив не часто, провів 3 матчі в елітному дивізіоні грузинського чемпіонату. До свого від'їзду з Грузії виступав також за столичні клуби «Спартак-Цхінвалі» та «Амері».
1 липня 2009 року підписав контракт з латвійським «Транзитом». Дебютував за нову команду 8 серпня 2009 року в програному (0:7) виїзному поєдинку Вірсліги проти «Вентспілса». Давид вийшов на поле в стартовому складі та відіграв увесь матч. У футболці колективу з Вентспілса зіграв 10 матчів у чемпіонаті Латвії. 1 січня 2010 року уклав договір з «Олімпсом». Дбютував у футболці столичного клубу 11 квітня 2010 року в нічийному (1:1) домашньому поєдинку 1-о туру Вірсліги проти «Даугави». Джанелідзе вийшов на поле в стартовому складі, а на 46-й хвилині його замінив Валерійс Шабала. Дебютним голом за «Олімпс» відзначився 12 червня 2010 року на 73-й хвилині переможного (9:0) виїзного поєдинку 9-о туру Вірсліги проти «Джануйби». Давид вийшов на поле в стартовому складі та відіграв увесь матч. За півроку, проведених у «Олімпсі», зіграв у Вірслізі 11 матчів та відзначився 3-а голами. Влітку 2010 року прийняв запрошення «Сконто», з яким 1 серпня підписав контракт. Дебютував за столичну команду 27 серпня 2010 року в нічийному (1:1) виїзному поєдинку 17-о туру Вірсліги проти «Даугави». Джанелідзе вийшов на поле в стартовому складі, але на 60-й хвилині його замінив Віталійс Астаф'євс. Єдиним голом у складі «Сконто» відзначився 7 листопада 2010 року на 81-й хвилині переможного (6:0) домашнього поєдинку 27-о туру Вірсліги проти «Джауніби». Давид вийшов на поле на 57-й хвилині, замінивши Андрейса Перепльоткінса. У футболці ризького клубу зіграв 6 матчів та відзначився 1 голом.
У січні 2011 року підсилив польський клуб «Вігри». Дебютним голом у Другій лізі відзначився 12 березня 2011 року на 4-й хвилині переможного (2:0) виїзного поєдинку 2-о туру проти «Зніча». Джанелідзе вийшов на поле в стартовому складі. У Другій лізі Польщі зіграв 14 матчів та відзначився 2-а голами. У липні 2011 року повернувся до «Олімпса», за який після свого повернення дебютував 24 липня в програному 0:2)виїзному поєдинку 20-о туру Вірсліги проти «Даугави». Джанелідзе вийшов на поле в стартовому складі та відіграв увесь матч. Зіграв 4 матчі у вищому дивізіоні чемпіонату Латвії.
Восени 2011 року уклав угоду з клубом з рідного міста, «Торпдо» (Кутаїсі). Дебютував у футболці «торпедівців» 20 листопада 2011 року в програному (0:2) виїзному поєдинку 14-о туру Ліги Еровнулі проти тбіліського «Динамо». Давид вийшов на поле на 81-й хвилині, замінивши Гіоргі Мегреладзе. Єдиним голом у складі кутаїського клубу відзначився 4 грудня 2011 року на 10-й хвилині переможного (3:1) виїзного поєдинку 16-о туру Ліги Еровнулі проти «Сіоні». Джанелідзе вийшов на поле в стартовому складі та відіграв увесь матч, а на 13-й хвилині отримав жовту картку. У футболці «Торпедо» зіграв 5 матчів та відзначився 1 голом. 1 липня 2012 року підписав контракт з іншим грузинським клубом, «Мталургом». Дебютував за нову команду 11 серпня в програному (0:1) домашньому поєдинку 1-о туру Ліги Еровнулі проти тбіліського «Динамо». Давид вийшов на поле на 67-й хвилині, замінивши Гіоргія Мікаберідзе. Єдиним голом у футболці «металургів» відзначився 24 листопада 2012 року на 90+1-й хвилині переможного (2:1) домашнього поєдинку проти батумського «Динамо». Джанелідзе вийшов на поле на 85-й хвилині, замінивши Гіоргія Тектурманідзе. У футболці клубу з Руставі зіграв 6 матчів (1 гол) у чемпіонаті країни та 1 поєдинок у кубку Грузії.
На початку 2013 року виїхав до Азербайджану, де уклав договір з місцевим «Тураном». Дебютував за товузький клуб у Прем'єр-лізі 13 лютого в програному (0:4) домашньому поєдинку 16-о туру проти ФК «Баку». Давид вийшов на поле в стартовому складі та відіграв увесь матч. Єдиним голом у складі «Турану» відзначився 20 травня 2013 року на 17-й хвилині переможного (2:1) домашнього матчу 10-о туру Прем'єр-ліги проти «Сумгаїту». Джанелідзе вийшов на поле в стартовому складі, а на 80-й хвилині отримав жовту картку. У футболці клубу з Товузу на футбольне поле виходив регулярно, зіграв 15 матчів у вищому дивізіоні чемпіонату країни, в якому відзначився 1 голом. З 2013 по 2016 рік виступав за клуби Першого дивізіону «Араз-Нахічевань» та «Нефтчала». У липні 2016 року підписав контракт з «Шюваланом», за який дебютував 6 серпня того ж року в програному (0:2) домашньому поєдинку 1-о туру Прем'єр-ліги проти бакинського «Нфтчі». Давид вийшов на поле на 71-й хвилині, замінивши Куванзава Магомдова. Дебютним голом за нову команду відзначився 19 серпня 2016 року на 67-й хвилині програного (1:3) виїзного поєдинку 3-о туру Прем'єр-ліги проти «Зірі». Джанелідзе вийшов на поле в стартовому складі та відіграв увесь матч. У складі «Шювалана» в Прем'єр-лізі зіграв 12 матчів та відзначився 3-а голами, ще 3 матчі (2 голи) провів у кубку країни.
У середині березня 2017 року переїхав до України, де уклав угоду з «Інгульцем». У футболці петрівчан дебютував 18 березня того ж року в програному (0:1) виїзному поєдинку 21-о туру Першої ліги проти МФК «Миколаїв». Давид вийшов на поле в стартовому складі та відіграв увесь матч, а на 29-й хвилині отримав жовту картку. У складі колективу з Кіровоградщини зіграв 7 матчів, забитими м'ячами не відзначався. На початку жовтня 2017 року отримав статус вільного агента та залишив команду. Переїхав до Туреччини, де уклав контракт з клубом третього дивізіону турецького чемпіонату «Куртулушспор». З 1 липня 2018 року перебуває без клубу.

## Досягнення
- Латвійська футбольна Вища ліга
  -  Чемпіон (1): 2010

- Кубок Балтійських чемпіонів
  -  Чемпіон (1): 2011

- Перший дивізіон Азербайджану
  -  Чемпіон (3): 2013/14, 2014/15, 2015/16